# Тимофеев, Николай Николаевич (психиатр)
Николай Николаевич Тимофеев (17 (30) мая 1898, Санкт-Петербург — 1978) — советский психиатр, доктор медицинских наук (1960), генерал-майор медицинской службы (1965), коллекционер живописи. Главный психиатр и судебно-психиатрический эксперт Вооруженных Сил СССР (Министерства обороны) — с 1942 по 1968 годы.

## Биография
С 1917 по 1926 года учился в Военно-медицинской академии в Санкт-Петербурге, с перерывом в обучении из-за Гражданской войны. (В ней же в дальнейшем преподавал на кафедре психиатрии).
В 1922 году поступил на военную службу. Окончив академию, работал старшим врачом кавалерийского полка, совмещая работу с должностью внештатного сотрудника кафедры психиатрии. В 1933 году стал профессором кафедры.

### Во время войны
В 1937 году стал главным психиатром Дальневосточного округа, до 1941 года заведовал кафедрой психиатрии в Хабаровском медицинском институте.
Во время Великой Отечественной войны некоторое время находился в Ленинграде, стал психиатром Ленинградского фронта. Был главным психиатром Дальневосточного фронта.
В дальнейшем — главный психиатр и судебно-психиатрический эксперт Вооруженных Сил СССР. Должность главного психиатра Красной Армии была введена в 1942 году, и именно Тимофеев стал первым, кто её занял.
По другим указанием до него главным психиатром Красной Армии был С. П. Рончевский, погибший в 1941 году. С деятельностью Рончевского и Тимофеева связано создание и развитие единой структурированной системы организации психиатрической помощи военнослужащим.
Под его руководством стали последовательно (армия, фронт, тыл) организовываться учреждения психоневрологического профиля, структурированная система оказания психиатрической помощи в Красной Армии.
В этот период — полковник медслужбы.

### После войны
После войны Тимофеев был завкафедрой психиатрии Ленинградской военно-медицинской академии (1954—1956 гг.). Старший научный сотрудник Научно-исследовательского института психиатрии Министерства здравоохранения РСФСР.
Заместитель директора по научной работе НИИ психоневрологии им. В. М. Бехтерева в Ленинграде. Действительный член АМН СССР. Профессор-консультант.
В 1960 году защитил докторскую диссертацию на тему «Клинические, организационные вопросы закрытой травмы головного мозга и военно-врачебная экспертиза нервно-психических заболеваний».
Звание генерал-майора получил в 1965 году.
Числился в ГВСанУ (Главное военно-санитарное управление). Ушёл в отставку 18 сентября 1968 года.
Похоронен на Богословском кладбище Петербурга, участок 33.
Сын — Лев Николаевич Тимофеев (1925—1989), внучка — Елена Львовна Тимофеева (1957—2008).

## Характеристика деятельности
Как пишут историки военной психиатрии, «в своих исследованиях основное внимание он уделял клинико-организационным вопросам военной психиатрии, военно-врачебной и судебно-психиатрической экспертизе. Обладая огромным опытом в вопросах организации военной психиатрии, Н. Н. Тимофеев подчеркивал необходимость приближения психиатрической помощи к зоне боевых действий».
Они же указывают, что Тимофеев обладал огромным опытом организации военной психиатрии, большими клиническими познаниями и был блестящим судебно-психиатрическим и военно-врачебным экспертом.
Тимофеев занимался темой организации психиатрической помощи в полевой санитарной службе, военно-врачебной экспертизы нервно-психических заболеваний, историей военной психиатрии.
Он описал синдром гипопатии, а также осветил роль гормональных факторов в патогенезе маниакально-депрессивного психоза (биполярного расстройства).
Александр Подрабинек упоминает Н. Н. Тимофеева в «чёрном списке» в своей книге «Карательная медицина», также он фигурирует в базе данных «Фонда Иофе». В 1965 году Тимофеев способствовал освобождению из больницы диссидента Петра Григоренко, который поначалу тепло отзывается о нём в своих воспоминаниях «В подполье можно встретить только крыс…», но в итоге пишет о Тимофееве как о представителе карательной психиатрии: тот пытался «сломить» других диссидентов, а «когда я увидел подпись профессора Н. Н. Тимофеева под лживым ответом западным психиатрам, под документом, в котором утверждалось, что в СССР нет ни одного нормального человека, который был бы заключен в психбольницу, я понял, что Н. Н. Тимофеев такой же, как Лунц, Морозовы, Снежневский, и несет такую же, как они, ответственность за заключение в спецпсихбольницы нормальных людей».
В 1957 году Тимофеев освидетельствовал фотокорреспондента Бориса Чигишева. Тимофееву принадлежит высказывание о вялотекущей шизофрении — диагнозе, важном для истории диссидентства: «Инакомыслие может быть обусловлено болезнью мозга, когда патологический процесс развивается очень медленно, мягко [вялотекущая форма шизофрении], а другие его признаки до поры до времени (иногда до совершения криминального поступка) остаются незаметными».

## Коллекция
Входил в число ленинградских коллекционеров живописи, владел картинами Бориса Григорьева, Николая Калмыкова и др.

## Избранные сочинения
Автор более 200 научных работ
- Организация психиатрической помощи в полевой санитарной службе // Военно-санитарное дело. 1943. № 1. С. 25-34
- Военная медицина на Западном фронте в Великой Отечественной войне // Материалы первой конференции психиатров Западного фронта (стенограммы докладов).- № 8.- 1944.- С. 135—147.
- Опыт и задачи военной психиатрии. Экспертиза психических заболеваний. 1944
- Балинский, Иван Михайлович. Лекции по психиатрии / Под ред. Н. И. Бондарева и Н. Н. Тимофеева; Вступ. статья Н. Н. Тимофеева. — Ленинград : Медгиз. Ленингр. отд-ние, 1958
- Очерки военной психиатрии. Л.: Воен.-мед. ордена Ленина акад. им. С. М. Кирова, 1962.
- Тимофеев Н. Н., Тимофеев Л. Н. Вопросы медицинской деонтологии в судебно-психиатрической клинике // Журнал невропатологии и психиатрии им. Корсакова, 1973, № 5
- Тимофеев Н. Н. Деонтологический аспект распознавания больных шизофренией // Журнал «Невропатология и психиатрия» им. Корсакова, 1974 г., № 7

## Награды
- Орден Красного Знамени (03.11.1944)
- Медаль «За оборону Ленинграда»
- Медаль «За победу над Германией в Великой Отечественной войне 1941—1945 гг.»
- Медаль «За победу над Японией»
- Орден Ленина (20.06.1949)
- Орден Красного Знамени (20.04.1953)[2][10]